# Hurricane Bianca
Série
Hurricane Bianca: From Russia with Hate
(2018)
Pour plus de détails, voir Fiche technique et Distribution.
Hurricane Bianca est un film humoristique LGBT indépendant américain, réalisé et écrit par Matt Kugelman. Le titre du film provient du nom d'acteur de l'auteur, Bianca Del Rio (Roy Haylock), un costumier américain drag queen, connu pour avoir remporté la sixième saison de Rupaul's Drag Race.

## Synopsis
Un professeur nommé Richard quitte New York pour Milford, une petite ville du Texas et commence à travailler dans une nouvelle école. Peu de temps après, le personnel de l'école découvre que Richard est homosexuel. Par conséquent il est viré légalement en vertu de la loi de l'État du Texas. À la suite de cela, Richard ressent le besoin de se venger sur les personnes qui étaient odieuses avec lui, alors il décide de revenir en tant que Bianca Del Rio.

## Distribution
- Bianca Del Rio : Richard Martinez / Bianca Del Rio
- Rachel Dratch : Deborah Ward
- Bianca Leigh Karma Johnstone : Karma
- Denton Blane Everett : le coach Chuck
- Willam Belli : Bailey
- Shangela Laquifa Wadley : un ami à New York
- Téa Mckay : Keeley Carson
- Kaleb King : Bobby
- Molly Ryman : Carly Ward
- Ted Ferguson : Principal Wayne
- Alan Cumming : Lawrence Taylor
- Joslyn Fox : Joslyn la serveuse
- Alyssa Edwards : Ambrosia Salad
- RuPaul : RuStorm

## Autour du film
Del Rio dénonce dans son film le fait d'être viré légalement de son lieu de travail pour le seul fait d'être homosexuel. Il a même déclaré « C'est un sujet sérieux, mais c'est fait d'une drôle de façon ». Kugelman a déclaré qu'il espère que le film va rendre les gens conscients de la discrimination à l'emploi aux États-unis, en disant : « Mon espoir est que Hurricane Bianca change les esprits et sensibilise à la question ».
Le film a été financé principalement par de vastes campagnes de crowdfunding et par les 100 000 $ remportés en gagnant la saison 6 de RuPaul's Drag Race. Il a été en mesure d'attirer l'attention sur le film, avec le casting d'autres drag queens bien connues : Willam Belli, Shangela Laquifa Wadley, Joslyn Fox et Alyssa Edwards. Le film a été diffusé en vidéo à la demande le 23 septembre 2016 puis en DVD en octobre 2016.